# Кампозилвано (Ђенова)
Кампозилвано је насеље у Италији у округу Ђенова, региону Лигурија.
Према процени из 2011. у насељу је живело 84 становника. Насеље се налази на надморској висини од 318 м.